# Ахмад аль-Мансур
А́хмад II, носивший прозвания аль-Мансу́р («победитель») и аз-Захаби́ («золотой») (араб. أحمد المنصور السعدي‎) (1549, Фес — 25 августа 1603, пригород Феса) — шериф Марокко, представитель династии Саадитов, правивший в 1578—1603 годах.

## Биография
Участвовал в положивший конец португальской экспансии в Марокко Битве трёх королей при Эль-Ксар-эль-Кебире 4 августа 1578 года. Взошёл на престол после смерти своего брата Абу Марвана Абд аль-Малика в этой битве; коронован прямо во время сражения. В самом начале царствования получил огромный выкуп за португальских пленников и почести от иностранных (особенно от османских и английских) послов, видевших в нём удачливого полководца и возможного союзника против португальцев.
Проявил себя способным и разносторонним монархом; его правление отмечено расцветом экономики и культуры Марокко, наибольшим за всю историю территориальным расширением государства, ростом его международного престижа. Аль-Мансур часто называется самым блестящим представителем династии Саадитов. Организовал по турецкому образцу гвардию и отчасти администрацию, установил государственные монополии на торговлю и производство, занимался укреплением городов Таза, Фес, Марракеш.
Крупнейшим его внешнеполитическим достижением является завоевание империи Сонгай. В 1590 году, воспользовавшись раздиравшей её междоусобицей, аль-Мансур отправил в поход через Сахару 4-тысячный отряд под командованием мориска Джудар-паши, вооружённый аркебузами и имевший в распоряжении артиллерию. В битве при Тондипи Джудар-паша разгромил сонгайское войско, десятикратно превосходившее его отряд численностью, пользуясь преимуществом в вооружении. Затем марокканцы захватили и разграбили богатейшие города Сонгая — Дженне, Тимбукту и Гао, наполнив государственную казну золотом и обеспечив контроль над сахарскими торговыми путями.
Марокко извлекло баснословную прибыль из новозахваченных земель (за свои богатства его правитель был прозван также аз-Захаб — «золотой»), но не смогло удержать их надолго: вскоре после смерти аль-Мансура его держава утратила земли бывшей империи, позволив им распасться на десяток полусамостоятельных и враждующих царств.
Аль-Мансур также вошёл в историю как покровитель искусств. В его правление в столице Марокко Марракеше были возведены признанные шедевры североафриканского зодчества, среди них дворец Эль-Бади и усыпальница Саадитов.
Ахмад аль-Мансур возглавляет цивилизацию Марокко в компьютерной игре Sid Meier’s Civilization V.